# Шулер, Фридрих фон Либлой
Шулер Фридрих фон Либлой (нем. Friedrich Schuler von Libloy 1831, г. Германнштадт (ныне — г. Сибиу в Румынии) — 1900, Вена) — теолог, педагог, политик.

## Биография
Родился в г. Германнштадт (ныне Сибиу, Румыния) в 1827 году.
Учился в евангелистской гимназии в родном городе, которая позже переросла в Трансильванскую саксонскую юридическую академию.

Обучение по специализации юриспруденции Фридрих завершил в университетах Вены и Граца, где и начал заниматься юридической практикой.
Вернувшись в родной город, преподавал право в Юридической академии.
С июля 1852 года он — экстраординарный профессор. Долгое время преподавал Трансильванскую историю права, Саксонское уставное право, Протестантское церковное право, Финансовое право и Национальную экономику, другие предметы.
С 1857 года исполнял обязанности директора библиотеки академии.
В 1875 году, когда открылся университет имени Франца Иозефа в Черновцах, получает приглашение на преподавание Немецкого права как раздела гражданского права и других предметов с права.
В 1878—1879 и 1890—1891 годах его избирали ректором Черновицкого университета.
С 1863 года был депутатом ландтага Трансильвании.
Умер в 1900 году.

## Основные публикации
- «Устав гражданского права саксонцев в Трансильвании» (1852—1853)
- «История Трансильванского права» (1863, Вена)
- «История Немецкого права» (1863, Вена)
- «Основы теоретической дипломатии» (1852)
- «Протестантская церковное право» (1871)
- «Политическая экономия» (1871)